# Shareef Abdur-Rahim
Julius Shareef Abdur-Rahim, född 11 december 1976 i Marietta i Georgia, är en amerikansk tidigare basketspelare (power forward/small forward), som sedan januari 2019 är ordförande (president) för NBA:s farmarliga NBA G League.
Som spelare var Abdur-Rahim med tog OS-guld i basket 2000 i Sydney. Detta var USA:s tolfte OS-guldmedalj på herrsidan i basket. Han lämnade University of California, Berkeley 1996 för att göra karriär i NBA.

## Lag
Som spelare
- Vancouver Grizzlies  (1996–2001)
- Atlanta Hawks (2001–2004)
- Portland Trail Blazers (2004–2005)
- Sacramento Kings (2005–2008)

Som tränare
- Sacramento Kings (assisterande, 2008–2010)